# Titularbistum Canosa
Canosa ist ein Titularbistum der römisch-katholischen Kirche.
Es geht zurück auf einen Bischofssitz in der Stadt Canosa di Puglia, die sich in der italienischen Region Apulien befindet. Das Bistum Canosa war dem Erzbistum Bari als Suffraganbistum unterstellt.
| Titularbischöfe von Canosa |                                                   |                       |                  |     |
| Nr.                        | Name                                              | Amt                   | von              | bis |
| 1                          | Celestino Migliore Titularerzbischof pro hac vice | Apostolischer Nuntius | 30. Oktober 2002 |     |